# Armoniosi Concerti
Armoniosi Concerti es un conjunto español de música antigua, dedicado a la interpretación del repertorio renacentista y barroco. Fue creado a finales del año 2001 por su director Juan Carlos Rivera (vihuela, tiorba, bandola y guitarra barroca). 
Consiste en un trío de cuerda pulsada compuesto, además de su director, por Consuelo Navas (tiorba) y Juan Miguel Nieto (guitarra barroca). A menudo cuentan con la colaboración de otros artistas, como Antonio García (guitarra barroca), Sara Ruiz (viola da gamba), Itzíar Atutxa (viola da gamba), Fahmi Alqhai (viola da gamba), José Manuel Vaquero (zanfoña), Rafael Muñoz (tiorba), Francisco Rubio (corneta), Carlos Mena (contratenor), María Espada (canto), Raquel Andueza (canto) y Lluís Vilamajó (canto).
El nombre del grupo deriva del libro de guitarra que Domenico Pellegrini publicó en Bolonia en el año 1650, cuyo título era Armoniosi concerti sopra la chitarra spagnuola.

## Discografía
- 1999 - Armoniosi Concerti sopra la Chitarra Spagnuola.

Kapsberger, Pellegrini, Negri, Caroso, Corbetta, Castaldi y Piccinini. 
Lindoro MPC 0707
- 2002 - Zarambeques.[3]

Música española de los siglos XVII y XVIII en torno a la guitarra. 
Harmonia Mundi Ibérica 987030 HDE

* 2004 - Valderrábano: Silva de Sirenas.
Harmonia Mundi Ibérica HMI 987059

## Galería

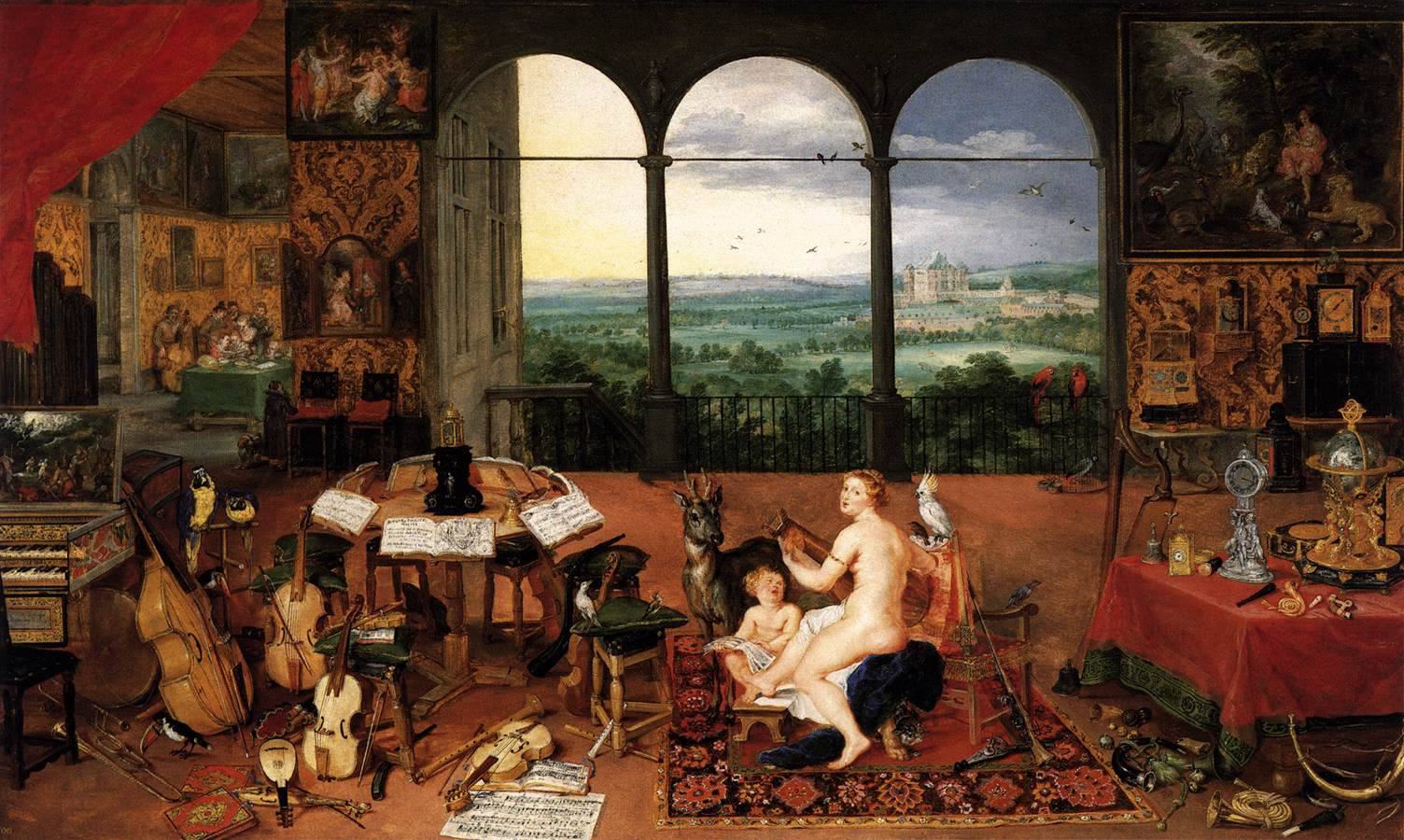
Pintura alegórica, óleo sobre tabla de Jan Brueghel el Viejo: El sentido del oído (1617-1618), imagen de la portada del disco Valderrábano: Silva de sirenas